# Krossen
Krossen este o localitate din comuna Mandal, provincia Vest-Agder, Norvegia, cu o suprafață de 0,49 km² și o populație de 630 locuitori (2013).